# 莱茵河畔阿尔芬
莱茵河畔阿尔芬（荷蘭語：Alphen aan den Rijn，荷蘭語發音：[ˈɑlfə(n) aːn dɛ(n) ˈrɛi̯n] ⓘ）是荷兰南荷兰省的一个市镇，位于莱顿和乌得勒支之间。2014年1月1日，原市镇莱茵沃德与博斯科普并入莱茵河畔阿尔芬。

## 历史
2011年4月9日，这里发生了莱茵河畔阿尔芬购物中心枪击事件。一个枪手在该镇的一家购物中心开枪打死6人，然后举枪自杀。